# Ishara Sandaruwan
M. H. Ishara Sandaruwan (* 25. März 1994) ist ein sri-lankischer Leichtathlet, der sich auf den Stabhochsprung spezialisiert hat.

## Sportliche Laufbahn
Erste internationale Erfahrungen sammelte Ishara Sandaruwan im Jahr 2016, als er bei den Südasienspielen in Guwahati mit übersprungenen 4,90 m die Goldmedaille gewann. 2019 nahm er dann an den Militärweltspielen in Wuhan teil und belegte dort mit 4,80 m den fünften Platz.
In den Jahren 2013, 2015 und 2016 sowie 2019 wurde Sandaruwan sri-lankischer Meister im Stabhochsprung.